# Nati nel 1926/Novembre
| Questa pagina contiene informazioni ricavate automaticamente dalle voci biografiche con l'ausilio del template Bio e di un bot. L'aggiornamento è periodico e automatico e ricostruisce completamente la pagina. Se manca una persona in questa lista, sei pregato di non aggiungerla, ma accertati piuttosto che la sua voce biografica contenga il template Bio e che i dati anagrafici siano correttamente compilati. Se il template Bio manca, inseriscilo tu stesso o, in alternativa, metti l'avviso {{tmp\|Bio}} che ne segnala la mancanza. Se i dati riportati sono sbagliati, correggi direttamente la voce biografica; le modifiche saranno visibili in questa lista entro pochi giorni. Per chiarimenti vedi il progetto biografie. La lista contiene solo le 166 persone che sono citate nell'enciclopedia e per le quali è stato implementato correttamente il template Bio. Pagina aggiornata al 18 ago 2025. |

- 1º novembre - Stephen Antonakos, scultore greco († 2013)
- 1º novembre - Günter de Bruyn, scrittore tedesco († 2020)
- 1º novembre - Gottfried Diener, bobbista svizzero († 2015)
- 1º novembre - Giannetto Dini, antifascista e partigiano italiano († 1944)
- 1º novembre - Lou Donaldson, sassofonista statunitense († 2024)
- 1º novembre - Adriana Fiorentini, fisica e fisiologa italiana († 2016)
- 1º novembre - Riccardo Garrone, attore e doppiatore italiano († 2016)
- 1º novembre - Alberto López, cestista e allenatore di pallacanestro argentino († 2003)
- 1º novembre - Betsy Palmer, attrice statunitense († 2015)
- 1º novembre - Uberto Paolo Quintavalle, giornalista e scrittore italiano († 1997)
- 1º novembre - Fulvio Roiter, fotografo italiano († 2016)
- 2 novembre - Klaus Biemann, chimico austriaco († 2016)
- 2 novembre - Antonio Cantisani, arcivescovo cattolico italiano († 2021)
- 2 novembre - Peter Robert Franke, numismatico e storico tedesco († 2018)
- 2 novembre - Howard Post, fumettista statunitense († 2010)
- 2 novembre - Whitey Skoog, cestista e allenatore di pallacanestro statunitense († 2019)
- 3 novembre - Valdas Adamkus, politico lituano
- 3 novembre - Maurice Couture, arcivescovo cattolico canadese († 2018)
- 3 novembre - Pietro Miniussi, ex calciatore italiano
- 4 novembre - Salvatore Natoli, politico italiano († 2015)
- 4 novembre - Michele Pistillo, politico italiano († 2019)
- 4 novembre - Laurence Rosenthal, direttore d'orchestra e compositore statunitense
- 4 novembre - Giuseppe Vignolo, politico italiano
- 4 novembre - Giancarlo Zagni, regista e sceneggiatore italiano († 2013)
- 5 novembre - John Berger, critico d'arte, scrittore e pittore britannico († 2017)
- 5 novembre - Zygmunt Chychła, pugile polacco († 2009)
- 5 novembre - Antonio De Vitis, ex calciatore italiano
- 5 novembre - Victoria Gray Adams, attivista statunitense († 2006)
- 6 novembre - Géza Henni, allenatore di calcio e calciatore ungherese († 2014)
- 6 novembre - Edouard Saouma, funzionario libanese († 2012)
- 6 novembre - Zig Ziglar, scrittore statunitense († 2012)
- 7 novembre - Graeme Allwright, cantante, musicista e attore teatrale neozelandese († 2020)
- 7 novembre - Melissa Stribling, attrice britannica († 1992)
- 7 novembre - Joan Sutherland, soprano australiano († 2010)
- 8 novembre - Gian Piero Bona, poeta, scrittore e traduttore italiano († 2020)
- 8 novembre - Darleane C. Hoffman, chimica statunitense
- 8 novembre - Ilio DiPaolo, wrestler italiano († 1995)
- 8 novembre - Eberhard Itzenplitz, regista tedesco († 2012)
- 8 novembre - Ľudovít Lačný, compositore di scacchi slovacco († 2019)
- 8 novembre - Filippo Marignoli, pittore italiano († 1995)
- 8 novembre - Giuseppe Matassoni, allenatore di calcio e ex calciatore italiano
- 8 novembre - Sergio Verderi, calciatore italiano († 2015)
- 9 novembre - Vicente Aranda, regista e sceneggiatore spagnolo († 2015)
- 9 novembre - Marta Ascoli, scrittrice e superstite dell'Olocausto italiana († 2014)
- 9 novembre - Martin Benrath, attore tedesco († 2000)
- 9 novembre - Luis Miguel Dominguín, torero spagnolo († 1996)
- 9 novembre - Jesús Fernández Santos, scrittore, regista e sceneggiatore spagnolo († 1988)
- 9 novembre - Stuart Griffing, canottiere statunitense († 2021)
- 9 novembre - Raymond Hains, artista e fotografo francese († 2005)
- 9 novembre - Hugh Leonard, drammaturgo, sceneggiatore e saggista irlandese († 2009)
- 9 novembre - Rafael Lesmes, calciatore spagnolo († 2012)
- 9 novembre - Raúl Martínez, ex schermidore argentino
- 9 novembre - Luigi Tallarico, critico d'arte e giornalista italiano († 2021)
- 10 novembre - Samuel Burton, calciatore inglese († 2020)
- 10 novembre - Rossella Falk, attrice italiana († 2013)
- 10 novembre - Juan Jesús Posadas Ocampo, cardinale e arcivescovo cattolico messicano († 1993)
- 10 novembre - Jacques Rozier, regista francese († 2023)
- 11 novembre - Torfi Bryngeirsson, lunghista e astista islandese († 1995)
- 11 novembre - José Manuel Caballero Bonald, poeta e scrittore spagnolo († 2021)
- 11 novembre - Francesco De Robbio, arbitro di calcio e dirigente sportivo italiano († 2009)
- 11 novembre - Marian Diamond, neurologa e psichiatra statunitense († 2017)
- 11 novembre - Maria Teresa de Filippis, pilota automobilistica italiana († 2016)
- 11 novembre - Noah Gordon, scrittore statunitense († 2021)
- 11 novembre - Filiberto Menna, storico dell'arte italiano († 1989)
- 11 novembre - Alfredo Oscar Saint-Jean, generale e politico argentino († 1987)
- 11 novembre - Johnny Walker, attore indiano († 2003)
- 12 novembre - Luigi Giglia, politico italiano († 1983)
- 12 novembre - Lee Ki-joo, calciatore sudcoreano († 1996)
- 12 novembre - Rodolfo Pini, calciatore uruguaiano († 2000)
- 13 novembre - Don Gordon, attore statunitense († 2017)
- 13 novembre - Diego Michelotti, attore e doppiatore italiano († 1986)
- 13 novembre - Vittorio Provenza, politico italiano († 2005)
- 14 novembre - Gaetano Cingari, storico e politico italiano († 1994)
- 14 novembre - Al Ries, pubblicitario statunitense († 2022)
- 14 novembre - Leonie Rysanek, soprano austriaco († 1998)
- 14 novembre - Fumio Takechi, giocatore di baseball giapponese († 2013)
- 14 novembre - Rudi Theissen, ciclista su strada e pistard tedesco († 2010)
- 15 novembre - Rinaldo Canna, politico italiano († 2002)
- 15 novembre - Nicola Gaudioso, presbitero italiano († 2016)
- 15 novembre - Alain Hus, archeologo e etruscologo francese († 2008)
- 15 novembre - Richard H. Kline, direttore della fotografia statunitense († 2018)
- 15 novembre - Manfred Müller, vescovo cattolico tedesco († 2015)
- 15 novembre - Angelo Nicosia, politico italiano († 1991)
- 15 novembre - Thomas Williams, scrittore statunitense († 1990)
- 16 novembre - Mario Didò, sindacalista e politico italiano († 2007)
- 16 novembre - Barnett Rosenberg, chimico statunitense († 2009)
- 16 novembre - Aleksej Stepanovič Suėtin, scacchista sovietico († 2001)
- 16 novembre - Guido Veroi, medaglista e scultore italiano († 2013)
- 16 novembre - Ivan Veselinov, sollevatore bulgaro († 1996)
- 17 novembre - Rosario Berardi, poliziotto italiano († 1978)
- 17 novembre - Robert Brown, attore statunitense († 2022)
- 17 novembre - Oleh Hornykiewicz, biochimico austriaco († 2020)
- 17 novembre - Virgílio Marques Mendes, calciatore portoghese († 2009)
- 17 novembre - Leonardo Pinzauti, critico musicale italiano († 2015)
- 17 novembre - Mirko Tremaglia, politico italiano († 2011)
- 18 novembre - Estanislao Basora, calciatore spagnolo († 2012)
- 18 novembre - Manlio Cerroni, imprenditore italiano
- 18 novembre - Dorothy Collins, attrice e cantante canadese († 1994)
- 18 novembre - Dennis William Sciama, fisico britannico († 1999)
- 19 novembre - Corrado Belci, politico e giornalista italiano († 2011)
- 19 novembre - Jeane Kirkpatrick, politica e diplomatica statunitense († 2006)
- 19 novembre - Herb Krautblatt, cestista statunitense († 1999)
- 19 novembre - Ladislav Legenstein, ex tennista austriaco
- 19 novembre - Pino Rauti, politico e giornalista italiano († 2012)
- 20 novembre - Choi Eun-hee, attrice sudcoreana († 2018)
- 20 novembre - Walter Cimino, militare italiano († 1944)
- 20 novembre - Roberto Di Stefano, ingegnere e storico dell'architettura italiano († 2005)
- 20 novembre - Andrea Filippa, politico italiano
- 20 novembre - John Edmund Gardner, scrittore inglese († 2007)
- 20 novembre - Édouard Leclerc, imprenditore francese († 2012)
- 20 novembre - Johnny Payak, cestista e arbitro di pallacanestro statunitense († 2009)
- 20 novembre - Miroslav Tichý, fotografo ceco († 2011)
- 21 novembre - Anna Anni, costumista e scenografa italiana († 2011)
- 21 novembre - William Wakefield Baum, cardinale e arcivescovo cattolico statunitense († 2015)
- 21 novembre - Pietro Ceccarelli, attore e stuntman italiano († 1993)
- 21 novembre - Albert Nijenhuis, matematico olandese († 2015)
- 21 novembre - Prem Nath, attore e regista indiano († 1992)
- 22 novembre - Gerhard Altenbourg, pittore tedesco († 1989)
- 22 novembre - Gene Berce, cestista statunitense († 2018)
- 22 novembre - Antonio Caruso, politico italiano († 2012)
- 22 novembre - Jole Fierro, attrice italiana († 1988)
- 22 novembre - Armando Serlupini, allenatore di calcio e calciatore italiano († 2009)
- 23 novembre - R. L. Burnside, chitarrista e cantante statunitense († 2005)
- 23 novembre - Rafi Eitan, agente segreto, funzionario e politico israeliano († 2019)
- 23 novembre - Christopher Logue, poeta inglese († 2011)
- 23 novembre - Carlo Revelli, bibliotecario, archivista e paleografo italiano († 2020)
- 23 novembre - Sathya Sai Baba, predicatore indiano († 2011)
- 24 novembre - Alcide Angeloni, politico italiano
- 24 novembre - Jack Belrose, ingegnere canadese († 2024)
- 24 novembre - Sauro Dalle Mura, politico italiano († 2017)
- 24 novembre - Héctor Guerrero Delgado, cestista messicano († 1986)
- 24 novembre - Tsung-Dao Lee, fisico cinese († 2024)
- 24 novembre - Toralv Maurstad, attore e regista teatrale norvegese († 2022)
- 24 novembre - Vittorio Miele, pittore italiano († 1999)
- 25 novembre - Poul Anderson, scrittore statunitense († 2001)
- 25 novembre - Giulio Bellini, politico italiano († 1988)
- 25 novembre - Pasquale Esposito, flautista italiano († 2014)
- 25 novembre - Ivano Fontana, pugile italiano († 1993)
- 25 novembre - Jeffrey Hunter, attore statunitense († 1969)
- 25 novembre - Terry Kilburn, attore britannico
- 25 novembre - Francesco Nannetti, carabiniere italiano († 1956)
- 25 novembre - Murray Schisgal, drammaturgo statunitense († 2020)
- 25 novembre - Peter Wright, ex ballerino, coreografo e direttore artistico britannico
- 26 novembre - Mauro Bortolotti, compositore italiano († 2007)
- 26 novembre - Albert e David Maysles, regista statunitense († 2015)
- 26 novembre - Armand Penverne, allenatore di calcio e calciatore francese († 2012)
- 26 novembre - Ed Williams, attore e comico statunitense
- 26 novembre - Ralf Wolter, attore tedesco († 2022)
- 27 novembre - Enzo Altobelli, violoncellista italiano († 1986)
- 27 novembre - Armando De Stefano, pittore italiano († 2021)
- 27 novembre - Giuseppe Fabiani, vescovo cattolico italiano († 2019)
- 27 novembre - Mario Ferrari, pallavolista, allenatore di calcio e calciatore italiano († 2018)
- 27 novembre - Vittorio Martinelli, storico del cinema e critico cinematografico italiano († 2008)
- 27 novembre - Joseph Tellechéa, calciatore francese († 2015)
- 28 novembre - Marco Nozza, giornalista e saggista italiano († 1999)
- 28 novembre - Luis Jorge Prieto, linguista e semiologo argentino († 1996)
- 29 novembre - Paul Vincent Dudley, vescovo cattolico statunitense († 2006)
- 29 novembre - Dilhan Eryurt, astrofisica turca († 2012)
- 29 novembre - Beji Caid Essebsi, politico e avvocato tunisino († 2019)
- 29 novembre - Antonino Murmura, politico italiano († 2014)
- 29 novembre - Jean Sénac, poeta e drammaturgo francese († 1973)
- 30 novembre - Richard Crenna, attore, regista e produttore televisivo statunitense († 2003)
- 30 novembre - Rosina Frulla, partigiana italiana († 2015)
- 30 novembre - Chie Nakane, antropologa giapponese († 2021)
- 30 novembre - Andrew Viktor Schally, medico polacco († 2024)
- 30 novembre - Vera Valli, cantante italiana († 2003)